# Calcio Femminile Südtirol Damen Bolzano 2015-2016
Questa voce raccoglie le informazioni riguardanti il Calcio Femminile Südtirol Damen Bolzano A.D. nelle competizioni ufficiali della stagione 2015-2016.

## Stagione
L'avventura in Coppa Italia del Südtirol si è fermata agli ottavi di finale. Nella fase preliminare ha vinto a punteggio pieno il Quadrangolare E, grazie alle vittorie per 4-1 sull'Azzurra San Bartolomeo, per 6-0 sul Trento Clarentia e per 3-2 nell'ultima giornata sul Vicenza, accedendo alla fase ad eliminazione diretta. Nei sedicesimi di finale il Südtirol ha dilagato sul Padova, vincendo per 10-0 ed accedendo per la prima volta nella sua storia agli ottavi di finale. Negli ottavi di finale il Tavagnacco si è imposto per 4-0 estromettendo il Südtirol dalla Coppa Italia.
La seconda stagione in Serie A del Südtirol si è conclusa con la dodicesima ed ultima posizione e con una retrocessione giunta alla penultima gara di campionato con la sconfitta subita contro il San Bernardo Luserna.

## Organigramma societario
Area tecnica
- Allenatore: Klaus Schuster
- Allenatore in seconda: Meo Mangialardi
- Preparatore dei portieri: Meo Mangialardi
- Preparatore atletico: Rodrigo Baldelli
- Team Manager: Alfred Mazzone

Area sanitaria
- Medico sociale: Mario Endrizzi

## Rosa
Rosa e ruoli, tratti dal sito ufficiale della società, sono aggiornati al 20 gennaio 2016
| N. |                   | Ruolo | Calciatrice           |
| -- | ----------------- | ----- | --------------------- |
|    | Italia (bandiera) | C     | Elisa Battaglioli     |
|    | Italia (bandiera) | D     | Greta Brunello        |
|    | Italia (bandiera) | A     | Martina Brunello      |
|    | Italia (bandiera) | P     | Soraya Caser          |
|    | Italia (bandiera) | C     | Stefania Dallagiacoma |
|    | Italia (bandiera) | D     | Denise De Luca        |
|    | Italia (bandiera) | A     | Verena Erlacher       |
|    | Italia (bandiera) | D     | Irene Ferrari         |
|    | Italia (bandiera) | C     | Matilde Fuganti       |
|    | Italia (bandiera) | C     | Martina Menegoni      |
|    | Italia (bandiera) | D     | Monica Moling         |
|    | Italia (bandiera) | A     | Maddalena Paolillo    |

| N. |                   | Ruolo | Calciatrice          |
| -- | ----------------- | ----- | -------------------- |
|    | Italia (bandiera) | A     | Chiara Pasqualini    |
|    | Italia (bandiera) | D     | Katrin Plankl        |
|    | Italia (bandiera) | D     | Desiree Righi        |
|    | Italia (bandiera) | C     | Gabriella Settecasi  |
|    | Italia (bandiera) | P     | Katja Schroffenegger |
|    | Italia (bandiera) | A     | Alessandra Tonelli   |
|    | Italia (bandiera) | D     | Linda Tonelli        |
|    | Italia (bandiera) | C     | Giordana Torresani   |
|    | Italia (bandiera) | P     | Chiara Valzolgher    |
|    | Italia (bandiera) | D     | Martina Varrone      |
|    | Italia (bandiera) | C     | Silvia Vivirito      |

## Calciomercato
| Acquisti | Acquisti             | Acquisti        | Acquisti   |
| R.       | Nome                 | da              | Modalità   |
| -------- | -------------------- | --------------- | ---------- |
| P        | Katja Schroffenegger |                 | definitivo |
| D        | Monica Moling        | Brixen OBI      | definitivo |
| C        | Gabriella Settecasi  | Acese           | definitivo |
| A        | Maddalena Paolillo   | Pink Sport Time | definitivo |

| Cessioni | Cessioni | Cessioni | Cessioni |
| R.       | Nome     | a        | Modalità |
| -------- | -------- | -------- | -------- |

## Risultati

### Serie A

#### Girone di andata
| Roma 18 ottobre 2015, ore 14:30 CEST 1ª giornata | Res Roma          | 0 – 0 referto | Südtirol | Centro Sportivo "Raimondo Vianello"\| Arbitro: \| Mazzarà (Palermo) \| |
| Arbitro:                                         | Mazzarà (Palermo) |               |          |                                                                        |

| Arbitro: | Federico Modesto (Treviso) |

|  |           |                                                                  |
|  | Marcatori | 26’ (rig.), 83’ Bonetti 39’, 68’ Ledri 66’ Fuselli 79’ Carissimi |

| Arbitro: | Gioviani (Termoli) |

|                                       |           |  |
| Mastrovincenzo 7’ Colasuonno 61’, 83’ | Marcatori |  |

| Arbitro: | Emanuele Frascaro (Firenze) |

|                |           |                                                             |
| A. Tonelli 57’ | Marcatori | 30’ (aut.) Ferrari 32’ (aut.) Righi 46’ Camporese 80’ Sardu |

| Arbitro: | Abagnale (Parma) |

|                                                            |           |  |
| Linari 19’ Bonansea 30’, 34’ Girelli 54’, 86’ Sabatino 56’ | Marcatori |  |

| Arbitro: | Stefano Campagnolo (Bassano del Grappa) |

|                                          |           |                                 |
| Moling 10’ A. Tonelli 15’ Pasqualini 84’ | Marcatori | 48’ (aut.) L. Tonelli 87’ Morra |

| Arbitro: | Davide Faraon (Conegliano) |

|                                            |           |                           |
| Mason 10’ Giacinti 30’, 45’, 54’, 78’, 79’ | Marcatori | 44’ Erlacher 83’ Paolillo |

| Arbitro: | Stefano Nicolini (Brescia) |

|              |           |              |
| Vivirito 72’ | Marcatori | 49’ Mantoani |

| Arbitro: | Michele Del Rio (Reggio Emilia) |

|                                  |           |  |
| Vicchiarello 45’ Panico 55’, 64’ | Marcatori |  |

| Arbitro: | Abagnale (Parma) |

|  |           |                                |
|  | Marcatori | 1’ Moretti 80’ (rig.) D'Ancona |

| Arbitro: | Filippo Giaccaglia (Jesi) |

|                               |           |                             |
| Longato 25’ Galletti 31’, 70’ | Marcatori | 55’ Erlacher 89’ A. Tonelli |

#### Girone di ritorno
| Arbitro: | Dell'Oca (Como) |

|                                  |           |  |
| Erlacher 42’ A. Tonelli 61’, 73’ | Marcatori |  |

| Arbitro: | Marco Sicurello (Seregno) |

|                                                                      |           |              |
| Gabbiadini 7’, 17’, 90+2’ Ramera 23’ Fuselli 29’, 52’ Di Criscio 47’ | Marcatori | 34’ Erlacher |

| Arbitro: | Bellato (Mestre) |

|                                |           |                |
| A. Tonelli 29’ M. Brunello 35’ | Marcatori | 55’ Colasuonno |

| Arbitro: | Caldera (Como) |

|                                                |           |                |
| Clelland 14’ Parisi 60’ Zuliani 63’ Frizza 66’ | Marcatori | 10’ A. Tonelli |

| Arbitro: | Gobbato (Latisana) |

|                  |           |                  |
| Dallagiacoma 44’ | Marcatori | 11’, 28’ Tarenzi |

| Arbitro: | Nicola Di Giovanni |

|          |           |  |
| Ceci 75’ | Marcatori |  |

| Arbitro: | Davide Faraon (Conegliano) |

|              |           |                 |
| Vivirito 79’ | Marcatori | 30’ Scarpellini |

| Arbitro: | Tommaso Righi (Bologna) |

|                   |           |  |
| Manzon 71’ (rig.) | Marcatori |  |

| Arbitro: | Giuseppe Mansueto (Verona) |

|                                           |           |                                                     |
| M. Brunello 72’ Righi 78’ Torresani 90+5’ | Marcatori | 26’ Caccamo 36’ Ek 54’ Salvatori Rinaldi 68’ Guagni |

| Arbitro: | Andrea Calzavara (Varese) |

|             |           |  |
| Moretti 39’ | Marcatori |  |

| Arbitro: | Davide Bellato (Mestre) |

|                                                   |           |                                            |
| A. Tonelli 27’ (rig.) Pasqualini 42’ Menegoni 66’ | Marcatori | 29’ Tucceri Cimini 54’ Baldini 73’ Cimatti |

### Coppa Italia

#### Turno preliminare
Quadrangolare E
| Arbitro: | Davide Santarossa (Pordenone) |

|                   |           |                                                                 |
| Pasqualini M. 31’ | Marcatori | 29’ C. Pasqualini 57’ A. Tonelli 77’ Torresani 79’ Dallagiacoma |

| Laives 11 ottobre 2015, ore 14:30 CEST 2ª giornata                                               | Südtirol  | 6 – 0 referto | Trento Clarentia | Galizia (ca. 200 spett.) |
| \| \| \| \| \| Dallagiacoma 22’ M. Brunello 38’, 55’, 76’, 79’ A. Tonelli 71’ \| Marcatori \| \| |           |               |                  |                          |
|                                                                                                  |           |               |                  |                          |
| Dallagiacoma 22’ M. Brunello 38’, 55’, 76’, 79’ A. Tonelli 71’                                   | Marcatori |               |                  |                          |

| Arbitro: | Matteo Dallapiccola (Trento) |

|                                              |           |                |
| Paolillo 7’ M. Brunello 47’ Dallagiacoma 77’ | Marcatori | 23’, 74’ Ganga |

#### Sedicesimi di finale
| Arbitro: | Ferro (Latisana) |

| |           |  |
| A. Tonelli 1’, 7’ (rig.), 83’ M. Brunello 23’, 38’, 61’ Dallagiacoma 47’, 51’ Erlacher 63’ Plankl 65’ | Marcatori |  |

#### Ottavi di finale
| Arbitro: | Renzullo (Torre del Greco) |

|                                            |           |  |
| Parisi 12’ Camporese 20’ Clelland 59’, 80’ | Marcatori |  |

## Statistiche

### Statistiche di squadra
| Competizione | Punti | In casa | In casa | In casa | In casa | In casa | In casa | In trasferta | In trasferta | In trasferta | In trasferta | In trasferta | In trasferta | Totale | Totale | Totale | Totale | Totale | Totale | DR  |
| Competizione | Punti | G       | V       | N       | P       | Gf      | Gs      | G            | V            | N            | P            | Gf           | Gs           | G      | V      | N      | P      | Gf     | Gs     | DR  |
| ------------ | ----- | ------- | ------- | ------- | ------- | ------- | ------- | ------------ | ------------ | ------------ | ------------ | ------------ | ------------ | ------ | ------ | ------ | ------ | ------ | ------ | --- |
| Serie A      | 13    | 11      | 3       | 3       | 5       | 18      | 27      | 11           | 0            | 1            | 10           | 6            | 35           | 22     | 3      | 4      | 15     | 24     | 61     | -37 |
| Coppa Italia | -     | 3       | 3       | 0       | 0       | 19      | 2       | 2            | 1            | 0            | 1            | 4            | 5            | 5      | 4      | 0      | 1      | 23     | 7      | +16 |
| Totale       | -     | 14      | 6       | 3       | 5       | 37      | 29      | 13           | 1            | 1            | 11           | 10           | 40           | 27     | 7      | 4      | 16     | 47     | 68     | -21 |

### Andamento in campionato
| Giornata  | 1 | 2 | 3  | 4  | 5  | 6 | 7 | 8 | 9  | 10 | 11 | 12 | 13 | 14 | 15 | 16 | 17 | 18 | 19 | 20 | 21 | 22 |
| --------- | - | - | -- | -- | -- | - | - | - | -- | -- | -- | -- | -- | -- | -- | -- | -- | -- | -- | -- | -- | -- |
| Luogo     | T | C | T  | C  | T  | C | T | C | T  | C  | T  | C  | T  | C  | T  | C  | T  | C  | T  | C  | T  | C  |
| Risultato | N | P | P  | P  | P  | V | P | N | P  | P  | P  | V  | P  | V  | P  | P  | P  | N  | P  | P  | P  | N  |
| Posizione | 5 | 9 | 11 | 12 | 12 | 8 | 8 | 8 | 10 | 11 | 12 | 9  | 10 | 8  | 9  | 11 | 11 | 10 | 12 | 12 | 12 | 12 |

Legenda:

Luogo: C = Casa; T = Trasferta. Risultato: V = Vittoria; N = Pareggio; P = Sconfitta.

### Statistiche delle giocatrici
| Giocatore         | Serie A  | Serie A | Serie A     | Serie A    | Coppa Italia | Coppa Italia | Coppa Italia | Coppa Italia | Totale   | Totale | Totale      | Totale     |
| Giocatore         | Presenze | Reti    | Ammonizioni | Espulsioni | Presenze     | Reti         | Ammonizioni  | Espulsioni   | Presenze | Reti   | Ammonizioni | Espulsioni |
| ----------------- | -------- | ------- | ----------- | ---------- | ------------ | ------------ | ------------ | ------------ | -------- | ------ | ----------- | ---------- |
| E. Battaglioli    | 1        | 0       | 0           | 0          | 2            | 0            | 0            | 0            | 3        | 0      | 0           | 0          |
| G. Brunello       | 19       | 0       | 0           | 0          | 3            | 0            | 0            | 0            | 22       | 0      | 0           | 0          |
| M. Brunello       | 20       | 2       | 2           | 0          | 4            | 8            | 0            | 0            | 24       | 10     | 2           | 0          |
| S. Caser          | 2        | -9      | 0           | 0          | 2            | -3           | 0            | 0            | 4        | -12    | 0           | 0          |
| S. Dallagiacoma   | 21       | 1       | 0           | 0          | 5            | 5            | 0            | 0            | 26       | 6      | 0           | 0          |
| D. De Luca        | 19       | 0       | 3           | 0          | 2            | 0            | 0            | 0            | 21       | 0      | 3           | 0          |
| V. Erlacher       | 19       | 4       | 0           | 0          | 4            | 1            | 0            | 0            | 23       | 5      | 0           | 0          |
| I. Ferrari        | 12       | 0       | 2           | 0          | 4            | 0            | 0            | 0            | 16       | 0      | 2           | 0          |
| M. Fuganti        | 1        | 0       | 0           | 0          | 1            | 0            | 0            | 0            | 2        | 0      | 0           | 0          |
| M. Menegoni       | 18       | 1       | 2           | 0          | 2            | 0            | 0            | 0            | 20       | 1      | 2           | 0          |
| M. Moling         | 21       | 1       | 1           | 0          | 3            | 0            | 0            | 0            | 24       | 1      | 1           | 0          |
| M. Paolillo       | 15       | 1       | 0           | 0          | 5            | 1            | 0            | 0            | 20       | 2      | 0           | 0          |
| C. Pasqualini     | 18       | 2       | 0           | 0          | 2            | 1            | 0            | 0            | 20       | 3      | 0           | 0          |
| K. Plankl         | 15       | 0       | 0           | 0          | 4            | 1            | 0            | 0            | 19       | 1      | 0           | 0          |
| D. Righi          | 11       | 1       | 1           | 0          | 4            | 0            | 0            | 0            | 15       | 1      | 1           | 0          |
| G. Settecasi      | 2        | 0       | 0           | 0          | -            | -            | -            | -            | 2        | 0      | 0           | 0          |
| K. Schroffenegger | 9        | -22     | 0           | 0          | -            | -            | -            | -            | 9        | -22    | 0           | 0          |
| A. Tonelli        | 21       | 8       | 0           | 0          | 5            | 5            | 0            | 0            | 26       | 13     | 0           | 0          |
| L. Tonelli        | 11       | 0       | 0           | 0          | 4            | 0            | 0            | 0            | 15       | 0      | 0           | 0          |
| G. Torresani      | 13       | 1       | 0           | 0          | 5            | 1            | 0            | 0            | 18       | 2      | 0           | 0          |
| C. Valzolgher     | 12       | -30     | 0           | 1          | 3            | -4           | 0            | 0            | 15       | -34    | 0           | 1          |
| M. Varrone        | 1        | 0       | 0           | 0          | 1            | 0            | 0            | 0            | 2        | 0      | 0           | 0          |
| S. Vivirito       | 22       | 2       | 2           | 0          | 5            | 0            | 0            | 0            | 27       | 2      | 2           | 0          |